# Ein unverbesserlicher Dickkopf
Ein unverbesserlicher Dickkopf ist ein deutscher Fernsehfilm aus dem Jahr 2007. Die am 27. Mai 2007 auf ARD zum ersten Mal ausgestrahlte Filmkomödie wurde von 4,89 Millionen Zuschauer gesehen, was einem Marktanteil von 17,2 Prozent entsprach.

## Handlung
Einst hatte Balthasar Pelkofer aus der Gärtnerei seines Vaters ein kleines Unternehmen geformt. Als seine Frau vor fast zehn Jahren starb, lebte der tatkräftige Mann nur noch für seine Blumen. Umso mehr schmerzt es ihn, sein Geschäft aufgeben zu müssen. Er kann einfach nicht mehr mit den günstigeren Preisen des Gartencenters konkurrieren. Aber er gibt nicht auf, weil er glaubt, schnell wieder Arbeit zu finden. Damit schlägt er auch die Hilfe seiner Tochter Maxi aus. Doch so dickköpfig Balthasar auch ist, so erfolglos bleibt er. Der Versuch, im ungeliebten Gartencenter eine feste Anstellung zu finden, schlägt bereits am ersten Arbeitstag fehl. Vielmehr muss er seine geliebte Villa nun untervermieten, um seine Existenz zu sichern. Das Architektenpaar Claire und Guido Mortensen ziehen nun ein, während er selbst im Souterrain wohnt. Dabei lernt er Claires Mutter Annette Eggers kennen. Sie gibt ihm Rat, wie er sein Leben wieder auf die Reihe bringt, wobei sich auch beide näherkommen. So lädt Balthasar Annette zu einem Ausflug in die Eifel ein, der allerdings nicht ganz so verläuft, wie Balthasar sich das gedacht hatte. Als er das letzte Mal hier war, sind Jahre vergangen und seitdem hat sich dort vieles verändert. In der Folge leidet die Harmonie zwischen den beiden und Balthasar muss sich große Mühe geben, um sich mit Annette wieder zu versöhnen. Das gelingt, weil er endlich den Rat seiner Tochter annimmt, sich in andere hineinzuversetzen, um deren Gefühle zu verstehen. Als Balthasar dann auch noch von seiner Tochter erfährt, dass er Großvater wird, ist seine kleine Welt endlich wieder in Ordnung.

## Kritiken
„(Fernseh-)Komödie um einen nervig-liebenswerten Quertreiber, der es seinen Mitmenschen nicht leicht macht.“

„Michael Faust inszenierte nach dem Drehbuch von Sophia Krapoth [...] diese Komödie über eine junge Frau, die sich von den unerwarteten Zuwendungen des Vaters überrumpelt fühlt. Die guten Schauspieler - besonders Fritz Wepper als Titel gebender Dickkopf - lassen das Werk aus der Masse vergleichbarer Filme herausragen.“

„Trotz einiger Sentimentalitäten und Stereotypen aus der Familienwelt ganz spaßig gespielt und anrührend inszeniert. Fazit: Misanthrop Wepper sorgt für gute Laune.“